# Guttaring (Gemeinde Guttaring)
Guttaring ist eine Ortschaft und Gemeindehauptort in der Gemeinde Guttaring im Bezirk Sankt Veit an der Glan in Kärnten (Österreich). Die Ortschaft hat 912 Einwohner (Stand 1. Jänner 2024). Sie liegt auf dem Gebiet der Katastralgemeinde Guttaring und der Katastralgemeinde Guttaringberg.

## Lage
Guttaring liegt etwa 4 km nordöstlich von Althofen, am Übergang vom Brückler Bergland zum Guttaringer Bergland, in einer vom Silberbach durchflossenen Mulde.
Im Ort werden folgende Hofnamen geführt: 
Bachbauer (Hochofenstraße 26), Bindertoni (Hochofenstraße 20), Bruckenschneider (Hochofenstraße 11), Bruckenwirt (Oberer Markt 14), Haidenwinkler (Hochofenstraße 27), Kernmaierhube (Kirchenstraße 18), Plankenkeusche (Hochofenstraße 3), Pöllinger (Unterer Markt 11), Riegler (Silbereggerstraße 6), Riemer (Althofener Straße 4), Schlosser (Jakobsweg 3), Schlosser (Hochofenstraße 14), Sockenstricker (Möselstraße 4a), Speckbauerkeusche (Althofener Straße 23), Wendl (Hochofenstraße 21/25), Wisegger (Möselstraße 24) und Zirkelschmied (Hochofenstraße 22).

## Geschichte
Guttaring wird als Gutarche 1152 genannt; der Ortsname leitet sich vom slowenischen Kotarice ab. Guttaring war eine der Urpfarren Kärntens; noch 1562 hatte die Pfarre sieben Filialkirchen und fünf Friedhöfe.
1542 erhob der Salzburger Administrator Ernst von Bayern Guttaring zum Markt.
Auf dem Gebiet der Steuergemeinde Guttaring liegend, gehörte der Ort Guttaring in der ersten Hälfte des 19. Jahrhunderts zum Steuerbezirk Guttaring. Bei Gründung der politischen Gemeinden im Zuge der Reformen Mitte des 19. Jahrhunderts wurde Guttaring Hauptort der neugegründeten gleichnamigen Gemeinde.

## Bevölkerungsentwicklung
Für die Ortschaft ermittelte man folgende Einwohnerzahlen:
- 1869: 89 Häuser, 658 Einwohner[5]
- 1880: 86 Häuser, 571 Einwohner[6]
- 1890: 83 Häuser, 615 Einwohner[7]
- 1900: 85 Häuser, 621 Einwohner[8]
- 1910: 89 Häuser, 635 Einwohner[9]
- 1923: 91 Häuser, 660 Einwohner[10]
- 1934: 715 Einwohner[11]
- 1961: 114 Häuser, 719 Einwohner[12]
- 2001: 249 Gebäude (davon 220 mit Hauptwohnsitz) mit 368 Wohnungen; 867 Einwohner und 58 Nebenwohnsitzfälle; 342 Haushalte; 34 Arbeitsstätten, 31 land- und forstwirtschaftliche Betriebe[13]
- 2011: 283 Gebäude, 866 Einwohner, 384 Haushalte, 53 Arbeitsstätten[14]
- 2021: 313 Gebäude, 903 Einwohner, 403 Haushalte, 74 Arbeitsstätten[15]